# Алфа Ромео Спайдер
Алфа Ромео Спайдър е италиански (Познат с кодово име 105/115) е двуместен, преден двигател, заден задвижващ роудстър, произведен и продаван от Алфа Ромео от 1966 до 1994 г.

## История
Първото поколение на Алфа Ромео Спайдър започва своето производство от 1966 г. до три години по-късно през 1969 г. Това е малка кола, която предлага избор от три различни двигателя. Дизайнът е дело на Пининфарина. Моделът е представен на 36-ото автомобилно изложение в Женева.

## Производство
Алфа Ромео Спайдър се произвежда от 1966 до 1994 в завода на компанията в Торино. Произведени са над 124 000 автомобила.